# Tilt Cove
Tilt Cove est un hameau située sur l'île de Terre-Neuve dans la province de Terre-Neuve-et-Labrador au Canada. Avec seulement quatre habitants, c'est le plus petit village du Canada.
Autour de 1900, la municipalité se développe grâce à l'industrie minière, et la population monte à 2 000 personnes, avec quatre églises, quatre écoles et un poste de police. La population descend à 57 personnes en 1956, puis à 5 en 2016.

## Annexe